# Чемпіонат світу з напівмарафону 2020

Офіційна трансляція

Чемпіонат світу з напівмарафону 2020 був проведений 17 жовтня в Гдині на шосейній трасі (довжина кола — 5 км), прокладеній вулицями міста.
Рішення про надання Гдині права проводити чемпіонат було анонсовано 25 листопада 2017.
Первісно, чемпіонат мав бути проведений 29 березня. Проте, з огляду на поширення коронавірусу, Світова легка атлетика ухвалила рішення перенести проведення світової першості на 17 жовтня.
Формат проведення жіночого забігу на чемпіонаті був без участі чоловіків (англ. women-only). Переможниця забігу — кенійка Перес Джепчірчір — встановила новий світовий рекорд у цій дисципліні (1:05.16), перевершивши власне досягнення (1:05.34), встановлене за півтора місяці до цього. Німкеня ефіпського походження Мелат Кеджета, яка фінішувала другою з часом 1:05.18, більше ніж на хвилину покращила аналогічний європейський рекорд, який з 2007 належав голландці кенійського походження Лорні Кіплагат (1:06.25).
Переможець чоловічого забігу, 19-річний Джейкоб Кіплімо, став першим в історії угандійцем, який піднявся на найвищу сходинку п'єдесталу чемпіонату світу з напівмарафону.

## Призери

### Чоловіки
| Першість | Золото                                                                      | Золото   | Срібло                                                                               | Срібло  | Бронза                                                                            | Бронза   |
| -------- | --------------------------------------------------------------------------- | -------- | ------------------------------------------------------------------------------------ | ------- | --------------------------------------------------------------------------------- | -------- |
| Особиста | Джейкоб Кіплімо Уганда                                                      | 58.49 CR | Кібівотт Канді Кенія                                                                 | 58.54   | Амедеворк Валелень Ефіопія                                                        | 59.08 PB |
| Командна | Кенія Кібівотт Канді (58.54) Леонард Барсотон (59.34) Бенард Кімелі (59.42) | 2:58.10  | Ефіопія Амедеворк Валелень (59.08) Андамлак Беліху (59.32) Леуль Гебресіласе (59.45) | 2:58.25 | Уганда Джейкоб Кіплімо (58.49) Джошуа Чептегей (59.21) Віктор Кіплангат (1:00.29) | 2:58.39  |

### Жінки
| Першість | Золото                                                                             | Золото     | Срібло                                                                                     | Срібло     | Бронза                                                                               | Бронза     |
| -------- | ---------------------------------------------------------------------------------- | ---------- | ------------------------------------------------------------------------------------------ | ---------- | ------------------------------------------------------------------------------------ | ---------- |
| Особиста | Перес Джепчірчір Кенія                                                             | 1:05.16 WR | Мелат Кеджета Німеччина                                                                    | 1:05.18 ER | Ялемзерф Єгуалев Ефіопія                                                             | 1:05.19 PB |
| Командна | Ефіопія Ялемзерф Єгуалев (1:05.19) Зейнеба Їмер (1:05.39) Абабель Єшанех (1:05.41) | 3:16.39    | Кенія Перес Джепчірчір (1:05.16) Джойсілін Джепкосгей (1:05.58) Брілліан Кіпкоеч (1:06.56) | 3:18.10    | Німеччина Мелат Кеджета (1:05.18) Лаура Готтенрот (1:10.49) Рабея Шенеборн (1:12.35) | 3:28.42    |

## Виступ українців
Склад збірної України для участі в чемпіонаті був затверджений виконавчим комітетом Легкої атлетики України у вересні 2020.

### Особиста першість
Найкращі серед українських чоловіків та жінок — кияни Богдан-Іван Городиський та Євгенія Прокоф'єва — встановили національні рекорди.
| Місце | Атлет                                    | Результат  |
| ----- | ---------------------------------------- | ---------- |
| 20    | Богдан-Іван Городиський Київ             | 1:00.40 NR |
| 66    | Роман Романенко Дніпропетровська область | 1:03.26 SB |
| 71    | Олександр Сітковський Донецька область   | 1:03.41 PB |
| 92    | Ігор Олефіренко Київська область         | 1:04.22 SB |

| Місце | Атлетка                            | Результат  |
| ----- | ---------------------------------- | ---------- |
| 23    | Євгенія Прокоф'єва Київ            | 1:10.32 NR |
| 25    | Софія Яремчук Львівська область    | 1:10.42    |
| 60    | Ольга Скрипак Київ                 | 1:12.58 SB |
| 85    | Тетяна Вернигор Харківська область | 1:16.22 SB |

### Командна першість
У командному заліку серед чоловіків українські атлети були 14-ми (з-поміж 21 збірної), а жінки — 9-ми (серед 18 команд).
| Місце | Атлети                                   | Результат |
| ----- | ---------------------------------------- | --------- |
| 14    | Богдан-Іван Городиський Київ             | 3:07.47   |
| 14    | Роман Романенко Дніпропетровська область | 3:07.47   |
| 14    | Олександр Сітковський Донецька область   | 3:07.47   |

| Місце | Атлети                          | Результат |
| ----- | ------------------------------- | --------- |
| 9     | Євгенія Прокоф'єва Київ         | 3:34.12   |
| 9     | Софія Яремчук Львівська область | 3:34.12   |
| 9     | Ольга Скрипак Київ              | 3:34.12   |